# Enarmonodes aino
Enarmonodes aino är en fjärilsart som beskrevs av Kuznetsov 1968. Enarmonodes aino ingår i släktet Enarmonodes och familjen vecklare. Inga underarter finns listade i Catalogue of Life.